# Nguyễn Quang Bích (thiếu tướng)
Nguyễn Quang Bích (tên thật Phùng Quang Bích) (sinh năm 1922) là một tướng lĩnh trong Quân đội nhân dân Việt Nam, hàm Thiếu tướng; nguyên Chủ nhiệm Khoa Chỉ huy Tham mưu thuộc Học viện Quân sự cấp cao, Phân viện phó Phân viện nghiên cứu chiến lược Học viện Quân sự cấp cao, Phó Tư lệnh Quân chủng Phòng không Không quân; Phó Tư lệnh Đoàn 559.

## Thân thế sự nghiệp
Ông sinh ngày 16 tháng 08 năm 1922 tại Thọ Lão, quận Hai Bà Trưng, thành phố Hà Nội.
Ông tham gia Cách mạng ngày 20 tháng 8 năm 1945, là chiến sĩ, tiểu đôi phó, tiểu đội trưởng, trung đội phó, trung đội trưởng, đại đội phó, đại đội trưởng Giải phóng quân Hà Nội.
Tháng 3 năm 1946, ông giữ chức vụ Chi đội phó Chi đội Kon Tum Liên khu 5.
Tháng 5 năm 1956, được cử giữ chức vụ Tham mưu trưởng Trung đoàn 94 Liên khu 5.
Kháng chiến toàn quốc bùng nổ, ông lần lượt giữ các chức vụ: Trung đoàn phó Trung đoàn 95 Liên khu 5 (12.1946); Tiểu đoàn trưởng Tiểu đoàn 50 Trung đoàn 120 Liên khu 5 (1947); Trung đoàn phó Trung đoàn 108 Quảng Nam Đà Nẵng (1948); Tham mưu phó Mặt trận miền Tây (1952); Trung đoàn phó Trung đoàn Pháo cao xạ 367 thuộc Đại đào Pháo binh 351 tham gia chiến dịch Điện Biên Phủ trên cương vị Chỉ huy trưởng Pháo cao xạ (1953); Trung đoàn trưởng rồi Tham mưu phó Đại đoàn Pháo cao xạ Bộ Tư lệnh Pháo binh (10.1954).
Sau hiệp định Genève, năm 1956 ông được cử đi học Pháo cao xạ ở Trung Quốc.
Trở về nước, tháng 10 năm 1960 ông được cử giữ chức vụ Tham mưu trưởng Bộ Tư lệnh Phòng không
Tháng 10 năm 1963 là Tham mưu trưởng Quân chủng Phòng không Không quân
Trong kháng chiến chống Mỹ cứu nước, ông lần lượt giữ các chức vụ:
- Phụ trách chỉ huy Pháo binh (pháo binh cao xạ Nam Bộ), Chủ nhiệm phòng không miền Nam, Thường vụ Đảng ủy Pháo binh miền Nam
- Tháng 12 năm 1966, Tư lệnh Bộ Tư lệnh Phòng không Hà Nội Quân chủng Phòng không Không quân
- Tháng 8 năm 1970, Phó Tư lệnh Đoàn 559 phụ trách lực lượng Phòng không Trường Sơn
- Tháng 9 năm 1972, Phó Tư lệnh Quân chủng Phòng không Không quân, Đảng ủy viên Quân chủng, trực tiếp chỉ huy trận đánh đầu tiên của Quân chủng trong chiến dịch Điện Biên Phủ trên không;
- Tháng 10 năm 1973, Trưởng đoàn đi nghiên cứu các chiến trường miền Nam
- Tháng 8 năm 1974, được cử đi học tại Trường Cao đẳng Phòng không Ô-đéc-xa của Liên Xô.
- Tháng 7 năm 1975, Phó Tư lệnh Quân chủng Phòng không Không quân
- Tháng 6 năm 1977, Trưởng Khoa chỉ huy Học viện Quân sự cấp cao
- Tháng 5 năm 1979, Phân viện phó Phân viện nghiên cứu chiến lược Học viện Quân sự cấp cao
- Tháng 9 năm 1983, Chủ nhiệm Khoa Quân chủng (Khoa chỉ huy tham mưu) Học viện Quân sự cấp cao
- Tháng 7 năm 1989, ông nghỉ hưu.
- Thiếu tướng (02.1983).

## Khen thưởng
• Huân chương Quân công (hạng Nhất, Nhì)
• Huân chương Chiến công hạng Nhì
• Huân chương Chiến thắng chống Pháp hạng Nhất
• Huân chương Kháng chiến chống Mỹ hạng Nhất
• Huân chương Chiến sĩ Giải phóng hạng Ba
• Huân chương Chiến sĩ vẻ vang (hạng Nhất, Nhì, Ba)
• Huy chương Quân kỳ quyết thắng
• Huy hiệu 40 và 50 tuổi Đảng.